# Tuomeya
Tuomeya, monotipski rod crvenih alga iz porodice Batrachospermaceae opisan 1989. godine. Jedina vrsta je slatkovodna alga T. americana, pronđena u Sjevernoj Americi, Aziji (Kina, Indija), Africi (Južna Afrika) i Europi (Finska).

## Sinonimi
- Baileya americana Kützing 1857
- Batrachospermum americanum (Harvey) O.Necchi & T.J.Entwisle 1990
- Lemanea americana Harvey 1848
- Tuomeya fluviatilis Harvey 1858
- Tuomeya americana (Harvey) M.J.Wynne 2007

## Vanjske poveznice
|  | Zajednički poslužitelj ima još gradiva o temi Tuomeya |
|  | Wikivrste imaju podatke o taksonu Tuomeya             |